# Tesla (Band)/Diskografie
Diese Diskografie ist eine Übersicht über die musikalischen Werke der US-amerikanischen Hard-Rock-Band Tesla. Den Schallplattenauszeichnungen zufolge hat sie bisher mehr als 7,1 Millionen Tonträger verkauft, davon alleine in ihrer Heimat über sieben Millionen. Ihre erfolgreichste Veröffentlichung ist das Album The Great Radio Controversy mit über zwei Millionen verkauften Einheiten.

## Alben

### Studioalben
| Jahr | Titel                                  | Höchstplatzierung, Gesamtwochen, AuszeichnungChartplatzierungen (Jahr, Titel, Platzierungen, Wochen, Auszeichnungen, Anmerkungen) | Höchstplatzierung, Gesamtwochen, AuszeichnungChartplatzierungen (Jahr, Titel, Platzierungen, Wochen, Auszeichnungen, Anmerkungen) | Höchstplatzierung, Gesamtwochen, AuszeichnungChartplatzierungen (Jahr, Titel, Platzierungen, Wochen, Auszeichnungen, Anmerkungen) | Höchstplatzierung, Gesamtwochen, AuszeichnungChartplatzierungen (Jahr, Titel, Platzierungen, Wochen, Auszeichnungen, Anmerkungen) | Höchstplatzierung, Gesamtwochen, AuszeichnungChartplatzierungen (Jahr, Titel, Platzierungen, Wochen, Auszeichnungen, Anmerkungen) | Anmerkungen |
| Jahr | Titel                                  | DE | AT | CH | UK | US | Anmerkungen |
| ---- | -------------------------------------- | --- | --- | --- | --- | --- | ----------- |
| 1986 | Mechanical Resonance                   | — | — | — | — | US32 Platin · (61 Wo.)US |             |
| 1989 | The Great Radio Controversy            | — | — | — | UK34 (2 Wo.)UK | US18 ×2Doppelplatin · (67 Wo.)US                                                                                                  |             |
| 1991 | Psychotic Super                        | — | — | CH39 (1 Wo.)CH | UK44 (2 Wo.)UK | US13 Platin · (56 Wo.)US |             |
| 1994 | Bust a Nut                             | — | AT37 (1 Wo.)AT | CH43 (3 Wo.)CH | UK51 (1 Wo.)UK | US20 Gold · (10 Wo.)US |             |
| 2004 | Into the Now                           | — | — | — | — | US31 (4 Wo.)US |             |
| 2008 | Forever More                           | — | — | — | — | US33 (3 Wo.)US |             |
| 2011 | Twisted Wired & the Acoustic Sessions… | — | — | — | — | US97 (1 Wo.)US |             |
| 2014 | Simplicity                             | DE93 (1 Wo.)DE | — | CH42 (1 Wo.)CH | — | US24 (3 Wo.)US |             |
| 2019 | Shock                                  | DE69 (1 Wo.)DE | — | CH34 (1 Wo.)CH | — | US21 (1 Wo.)US |             |

### Livealben
| Jahr | Titel                     | Höchstplatzierung, Gesamtwochen, AuszeichnungChartplatzierungen (Jahr, Titel, Platzierungen, Wochen, Auszeichnungen, Anmerkungen) | Höchstplatzierung, Gesamtwochen, AuszeichnungChartplatzierungen (Jahr, Titel, Platzierungen, Wochen, Auszeichnungen, Anmerkungen) | Höchstplatzierung, Gesamtwochen, AuszeichnungChartplatzierungen (Jahr, Titel, Platzierungen, Wochen, Auszeichnungen, Anmerkungen) | Höchstplatzierung, Gesamtwochen, AuszeichnungChartplatzierungen (Jahr, Titel, Platzierungen, Wochen, Auszeichnungen, Anmerkungen) | Höchstplatzierung, Gesamtwochen, AuszeichnungChartplatzierungen (Jahr, Titel, Platzierungen, Wochen, Auszeichnungen, Anmerkungen) | Anmerkungen |
| Jahr | Titel                     | DE | AT | CH | UK | US | Anmerkungen |
| ---- | ------------------------- | --- | --- | --- | --- | --- | ----------- |
| 1990 | Five Man Acoustical Jam   | — | — | — | UK59 (1 Wo.)UK | US12 Platin · (48 Wo.)US |             |
| 2016 | Mechanical Resonance Live | — | — | — | — | US—US |             |
| 2020 | Five Man London Jam       | — | — | — | — | US129 (1 Wo.)US |             |

Weitere Livealben
- 2001: Replugged Live
- 2002: Standing Room Only
- 2010: Alive in Europe

### Kompilationen
| Jahr | Titel                                     | Höchstplatzierung, Gesamtwochen, AuszeichnungChartplatzierungen (Jahr, Titel, Platzierungen, Wochen, Auszeichnungen, Anmerkungen) | Höchstplatzierung, Gesamtwochen, AuszeichnungChartplatzierungen (Jahr, Titel, Platzierungen, Wochen, Auszeichnungen, Anmerkungen) | Höchstplatzierung, Gesamtwochen, AuszeichnungChartplatzierungen (Jahr, Titel, Platzierungen, Wochen, Auszeichnungen, Anmerkungen) | Höchstplatzierung, Gesamtwochen, AuszeichnungChartplatzierungen (Jahr, Titel, Platzierungen, Wochen, Auszeichnungen, Anmerkungen) | Höchstplatzierung, Gesamtwochen, AuszeichnungChartplatzierungen (Jahr, Titel, Platzierungen, Wochen, Auszeichnungen, Anmerkungen) | Anmerkungen |
| Jahr | Titel                                     | DE | AT | CH | UK | US | Anmerkungen |
| ---- | ----------------------------------------- | --- | --- | --- | --- | --- | ----------- |
| 1995 | Time’s Makin’ Changes – The Best of Tesla | — | — | — | — | US197 Platin · (1 Wo.)US |             |

Weitere Kompilationen
- 2001: 20th Century Masters – The Millenium Collection: The Best of Tesla
- 2003: Extended Versions
- 2008: Gold

### EPs
- 2007: A Peace of Time (Ryko Records)

### Tributealben
| Jahr | Titel        | Höchstplatzierung, Gesamtwochen, AuszeichnungChartplatzierungen (Jahr, Titel, Platzierungen, Wochen, Auszeichnungen, Anmerkungen) | Höchstplatzierung, Gesamtwochen, AuszeichnungChartplatzierungen (Jahr, Titel, Platzierungen, Wochen, Auszeichnungen, Anmerkungen) | Höchstplatzierung, Gesamtwochen, AuszeichnungChartplatzierungen (Jahr, Titel, Platzierungen, Wochen, Auszeichnungen, Anmerkungen) | Höchstplatzierung, Gesamtwochen, AuszeichnungChartplatzierungen (Jahr, Titel, Platzierungen, Wochen, Auszeichnungen, Anmerkungen) | Höchstplatzierung, Gesamtwochen, AuszeichnungChartplatzierungen (Jahr, Titel, Platzierungen, Wochen, Auszeichnungen, Anmerkungen) | Anmerkungen |
| Jahr | Titel        | DE | AT | CH | UK | US | Anmerkungen |
| ---- | ------------ | --- | --- | --- | --- | --- | ----------- |
| 2007 | Real to Reel | — | — | — | — | US48 (2 Wo.)US |             |

Weitere Tributealben
- 2007: Real to Reel Vol. 2

## Singles

### Als Leadmusiker
| Jahr | Titel Album                           | Höchstplatzierung, Gesamtwochen, AuszeichnungChartplatzierungen (Jahr, Titel, Album, Platzierungen, Wochen, Auszeichnungen, Anmerkungen) | Höchstplatzierung, Gesamtwochen, AuszeichnungChartplatzierungen (Jahr, Titel, Album, Platzierungen, Wochen, Auszeichnungen, Anmerkungen) | Höchstplatzierung, Gesamtwochen, AuszeichnungChartplatzierungen (Jahr, Titel, Album, Platzierungen, Wochen, Auszeichnungen, Anmerkungen) | Höchstplatzierung, Gesamtwochen, AuszeichnungChartplatzierungen (Jahr, Titel, Album, Platzierungen, Wochen, Auszeichnungen, Anmerkungen) | Höchstplatzierung, Gesamtwochen, AuszeichnungChartplatzierungen (Jahr, Titel, Album, Platzierungen, Wochen, Auszeichnungen, Anmerkungen) | Anmerkungen                                     |
| Jahr | Titel Album                           | DE | AT | CH | UK | US | Anmerkungen                                     |
| ---- | ------------------------------------- | --- | --- | --- | --- | --- | ----------------------------------------------- |
| 1987 | Little Suzi Mechanical Resonance      | — | — | — | — | US91 (3 Wo.)US |                                                 |
| 1989 | Love Song The Great Radio Controversy | — | — | — | — | US10 Gold · (27 Wo.)US |                                                 |
| 1990 | Signs Five Man Acoustical Jam         | — | — | — | UK70 (1 Wo.)UK | US8 (22 Wo.)US | Original: Five Man Electric Band – Signs (1971) |
| 1991 | The Way It Is Five Man Acoustical Jam | — | — | — | — | US55 (12 Wo.)US |                                                 |
| 1992 | What You Give Psychotic Supper        | — | — | — | — | US86 (6 Wo.)US |                                                 |

Weitere Singles
- 1987: Modern Day Cowboy (Mechanical Resonance)
- 1989: Hang Tough (The Great Radio Controversy)
- 1989: Heaven’s Trail (No Way Out) (The Great Radio Controversy)
- 1991: Call It What You Want (Psychotic Supper)
- 1991: Edison’s Medicine (Psychotic Supper)
- 1991: Paradise (Five Man Acoustical Jam)
- 1991: Signs (Re-Release) (Five Man Acoustical Jam)
- 1992: Love Song (Re-Release) (The Great Radio Controversy)
- 1992: Stir It Up (Psychotic Supper)
- 1992: Song & Emotion (Psychotic Supper)
- 1994: Mama’s Fool (Bust a Nut)
- 1994: Need Your Lovin’ (Bust a Nut)
- 1995: Alot to Lose (Bust a Nut)
- 1995: Need Your Lovin’ (Re-Release) (Bust a Nut)
- 1995: Steppin’ Over (Times Makin’ Changes – The Best of Tesla)
- 2004: Caught in a Dream (Into the Now)
- 2004: Words Can’t Explain (Into the Now)
- 2007: Thank You (Real to Reel)
- 2008: I Wanna Live (Forever More)
- 2013: Taste My Pain
- 2014: So Divine (Simplicity)

### Beiträge für Soundtracks
- 1987: Cumin’ Atcha Live (Remix) auf der Kompilation Time to Rock
- 1993: Last Action Hero für den Soundtrack des Films Last Action Hero

## Videoalben
- 1990: Tesla – Five Man Video Band (VHS/DVD: 2002)
- 1995: Time’s Makin’ Changes: The Videos & More (VHS)
- 2008: Comin’ Atcha Live! 2008 (DVD)

## Auszeichnungen für Musikverkäufe
| Goldene Schallplatte - Kanada - 1990: für das Album The Great Radio Controversy - 1991: für das Album Five Man Acoustical Jam - 1991: für das Album Psychotic Super |

Anmerkung: Auszeichnungen in Ländern aus den Charttabellen bzw. Chartboxen sind in ebendiesen zu finden.
| Land/RegionAuszeichnungen für Musikverkäufe (Land/Region, Auszeichnungen, Verkäufe, Quellen) | Gold     | Platin     | Verkäufe  | Quellen         |
| -------------------------------------------------------------------------------------------- | -------- | ---------- | --------- | --------------- |
| Kanada (MC)                                                                                  | 3× Gold3 | —          | 150.000   | musiccanada.com |
| Vereinigte Staaten (RIAA)                                                                    | 2× Gold2 | 6× Platin6 | 7.000.000 | riaa.com        |
| Insgesamt                                                                                    | 5× Gold5 | 6× Platin6 |           |                 |